# Pikuach Nefesch
Pikuach Nefesch (hebräisch פִּקּוּחַ נֶפֶשׁ Piqqūach Nefesch, deutsch ‚Beaufsichtigung einer Seele‘) ist ein Begriff aus dem jüdischen Recht (Halacha) und bedeutet wörtlich „Aufsicht/Wachen über eine Seele“, in übertragener Bedeutung „Rettung aus Lebensgefahr“. Der Begriff bezieht sich ursprünglich auf den zulässigen Bruch der Sabbatgesetze zur Lebensrettung und lässt sich bis in die hasmonäische Zeit (167 v. Chr.) zurückverfolgen. Das Gebot bezieht sich jedoch nicht nur auf den Sabbat, sondern die gesamte Halacha.

## Sabbatvorschriften
Orthodoxe Juden verrichten am Sabbat keine Tätigkeiten, die gemäß der Halacha als Arbeit definiert sind. Konservative Juden befolgen einige halachische Sabbatgebote weniger streng. Das Sabbatgebot ist eines der Zehn Gebote, die Mose von Gott empfing, und hat daher für alle jüdischen Richtungen eine bindende Bedeutung. Nach dem mosaischen Gesetz ist es ein Kapitalverbrechen, den Schabbat trotz Warnung absichtlich zu entweihen (2. Mose 31:15). Wichtigste Leitlinie ist die im Babylonischen Talmud zusammengefassten 39 Melachot – am Sabbat verbotene Arbeiten, wie das Werk oder die Arbeit (Ex 20,8–11; Dt 5,12–15). Die Definition von Arbeit im Sinne der jüdischen Religion ist das Schaffen einer neuen Situation, die vorher noch nicht existierte. Die antiken Vorschriften wurden inzwischen von namhaften Rabbinern in die moderne Zeit transponiert. Deshalb fällt darunter auch das Reisen, unabhängig vom gewählten Fahrzeug. Das Verbot des Feuermachens bezieht sich inzwischen auch auf jegliche Bedienung stromführender Geräte, womit weder Licht noch ein sonstiges Gerät eingeschaltet oder bedient werden darf. Unter das Verbot fallen unter anderem auch das Kochen, Fernsehen oder Telefonieren sowie Nähen oder Waschen. Die Vorschriften gelten nicht nur für den Sabbat, sondern (jeweils modifiziert) auch für andere jüdische Feiertage, wie Jom Kippur, Rosch ha-Schana, Schawuot, Simchat Tora und an bestimmten Tagen von Pessach und Sukkot.

## Bedeutung
Der wohl wesentlichste Satz in der Tora in Bezug auf die Frage, was erlaubt ist und was nicht, lautet: „Beachtet meine Gesetze und Rechtsvorschriften; wer sie lebt, wird durch sie leben.“ (3. Buch Moses 18,5). In der rabbinischen Auslegung wird ausdrücklich betont, dass es heißt: „durch die Gesetze leben, nicht ihretwegen sterben“. Dieses Grundprinzip des Pikuach Nefesch erlaubt damit die Übertretung fast sämtlicher Gebote, wenn es um Lebenserhaltung geht. Das gilt für das Leben anderer und das eigene Leben. Hier gibt es nur drei Einschränkungen: Wenn ein Jude zum Götzendienst, zum Blutvergießen (Mord) oder zum Beischlaf mit nahen Verwandten (Unzucht) gezwungen wird, muss er eher sein Leben opfern, als dass er die Halacha bricht (Ersteres ist umstritten). Lebensrettung steht damit über den Schabbatgesetzen, die eine Arbeitsruhe verordnen (Mischna, Traktat Yom 8,6: „Lebensgefahr verdrängt die Schabbat(gesetze)“; Babylonischer Talmud, Traktat Yom 85a-b). So darf man eine Frau am Sabbat zur Entbindung trotz Fahrverbot in ein Krankenhaus fahren, da die Geburt ohne ärztliche Aufsicht lebensbedrohlich sein kann. Das Fahrverbot ist auch bei einer notwendigen Evakuierung aus einem Gefahrengebiet aufgehoben, wie beim antisemitischen Terroranschlag in Halle (Saale) 2019. Gleiches gilt für alle Maßnahmen im Verteidigungsfall bei einem militärischen Angriff, wie im Jom-Kippur-Krieg. Die Entwicklung des Prinzips wird meist mit einer Entscheidung der Makkabäer in Verbindung gebracht, die Selbstverteidigung am Schabbat ermöglicht (1Makk 2,39-41; vgl. auch Tosefta, Traktat Eruvin 3[4],5-8; Mechilta de-Rabbi Jischma‘el Ki Tissa 1).
An Fasttagen darf das Fasten unterbrochen oder nicht eingehalten werden, wenn der Gesundheitszustand dies erfordert. Nach Ansicht einiger halachischer Gelehrter ist die Organspende im jüdischen Recht ein klassisches Beispiel für die Verpflichtung, ein Gebot wegen Pikuach Nefesh zu verletzen. Die Rettung eines Lebens kann das Verbot der Entweihung eines Leichnams außer Kraft setzen.
Die rabbinischen Quellen erwähnen auch andere Gefahrensituationen, welche eine mit Arbeit verbundene Hilfeleistung am Schabbat ausdrücklich erlauben (Schiffbruch, Schlangenbiss, Schmerz, verschüttete Menschen und Ähnliches). Die Praktizierung der Medizin ist jedoch nicht nur erlaubt, sondern, wie im Schulchan Aruch halachisch festgelegt, ein wichtiges Gebot, eine Mitzwa. Das generelle Arbeitsverbot an Sabbat oder Feiertagen, für die die gleichen Vorschriften gelten, gilt nicht für Ärzte und Zahnärzte. Dies bedeutet jedoch nicht, dass sie reguläre Sprechstunden abhalten dürfen, sondern nur bei Notfällen tätig werden dürfen. Deren Tätigkeiten sind ja gerade dafür prädestiniert, körperlichen oder psychischen Schaden eines Menschen zu behandeln. Gleiches gilt für Rettungskräfte.
Nicht nur Pikuach Nefesch hebt die Sabbatverbote auf, sondern auch ein Safek Pikuach Nefesch (hebräisch ספק פִּקּוּחַ נֶפֶשׁ), das heißt ein „Verdacht“ auf Pikuach Nefesch, wenn auch nicht „ohne Schatten eines Zweifels“.
Bereits im alten und neuen Testament gibt es Hinweise auf den Grundsatz der Lebenswahrung. Obwohl Eheschließungen zwischen Juden und Nichtjuden als Unzucht und damit auch im Falle des Pikuach Nefesch als verboten gelten, wird Esters Ehe mit dem König von Persien im Judentum nicht als Sünde angesehen, weil sie dabei passiv geblieben sei und ihr Leben riskiert habe, um das des gesamten jüdischen Volkes zu retten. Und die Männer Sauls übertraten in der gebotenen Eile der Schlacht und aufgrund ihres extremen Hungers die Ernährungsvorschriften, die das Gesetz hinsichtlich der rituellen Schlachtung von Tieren vorsah. Dies war zwar gleichzeitig auch ein Verstoß gegen den Schwur Sauls, doch lag die Missachtung der zeitaufwändigen und anspruchsvollen Vorschriften zum Ausbluten der Tiere angesichts der Dringlichkeit des Krieges in ihrem Ermessen. Saul bot anschließend die versöhnende Möglichkeit, die Tiere bei seinem Zelt ordnungsgemäß zu schlachten (1 Samuel 14,32). Bekannt aus dem neuen Testament sind zudem die Streitgespräche zwischen Jesus und den Schriftgelehrten, die im Kern bestätigen, dass der Verstoß gegen die Sabbatruhe in der jüdischen Religion zum Schutze des Lebens übliche Praxis war (Lk 6,9; 14,5).

## Grenzen
Orthodoxe Juden betrachten Pikuach Nefesch nicht als eine generelle Freistellung von Übertretungsverboten, sondern fordern eine möglichst niedrige Übertretung. Wenn man beispielsweise aus gesundheitlichen Gründen an einem Fasttag trinken muss und es keine negativen Folgen hätte, die Flüssigkeit in Etappen einzunehmen, solle man versuchen, einen Schluck alle 9 Minuten zu trinken. Dies wird aus der Erklärung des Talmuds abgeleitet, in dem es für Jom Kippur heißt, dass ein Sündopfer dann fällig wird, wenn man aus Versehen mehr als eine „Backe voll“ („Melo Lugmaw“) Flüssigkeit innerhalb von neun Minuten getrunken hat. Gegebenenfalls kann das Zeitintervall verkürzt werden, falls der Gesundheitszustand dies erfordert.
Ultraorthodoxe Juden legen das Pikuach Nefesch sehr streng aus und beschränken es auf eine tatsächliche konkrete Lebensgefahr und nicht auf eine nur mögliche Gefährdung.

## Corona-Virus
Israels sefardischer Oberrabbiner Yitzhak Yosef hat Juden aufgerufen, auch am Schabbat ihre Telefone angeschaltet zu lassen: „Es gibt keinen Zweifel für all jene, die auf das Coronavirus getestet wurden, ihre Telefone am Schabbat angeschaltet zu lassen, damit sie über die Resultate informiert werden können“, sagte Yosef in einem religionsrechtlichen Urteil. Auch wer nicht getestet wurde, solle das Telefon angeschaltet lassen, für den Fall, dass eine Infektion im näheren Umfeld bestätigt würde. In so einem Katastrophenfall gelte Pikuach Nefesch. Gottesdienste in Synagogen sind während der Krise abgesagt. Auch die Zentralkonferenz der amerikanischen Rabbiner und andere jüdische Organisationen wie die Orthodox Union und die Agudath Israel of America appellierten an die Gläubigen, Pikuach Nefesch umzusetzen und den Ratschlägen der Wissenschaftler zu folgen, um Leben zu retten. Im Sefer Chassidim, dem Rabbi Juda ben Samuel aus Regensburg zugeschriebenen halachischen Text aus dem zwölften Jahrhundert, und den zugehörigen Kommentaren heißt es, dass „einer, der eine ansteckende Krankheit hat, seine Mitmenschen darüber informieren muss“ (Makor Chessed, Sefer Chassidim, 673,4). In die heutige Zeit übertragen ist beispielsweise die Verwendung einer Corona-Warn-App bei der COVID-19-Pandemie ethisch geboten – auch oder gerade, weil sie weniger dem Eigenschutz dient, sondern ein Instrument zum Schutz anderer ist.